# Chaetostoma flavum
Chaetostoma flavum är en tvåhjärtbladig växtart som beskrevs av Koschnitzke och Angela Borges Martins. Chaetostoma flavum ingår i släktet Chaetostoma och familjen Melastomataceae. Inga underarter finns listade i Catalogue of Life.